# Hospital de Aljustrel
O Hospital de Aljustrel, igualmente conhecido como Hospital Civil de Aljustrel ou Hospital Concelhio de Aljustrel, e originalmente como Hospital do Espírito Santo, foi um estabelecimento de saúde na vila de Aljustrel, na região do Alentejo, em Portugal.

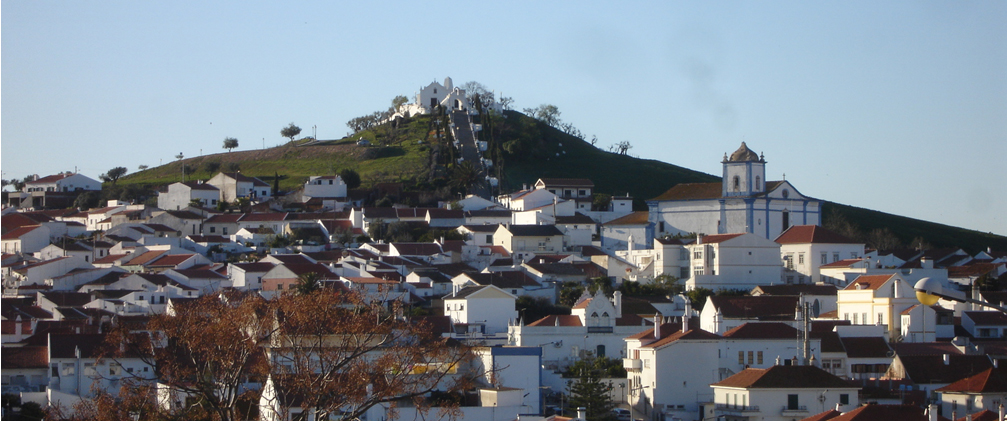
Vista panorâmica de Aljustrel.

## Descrição e história
O edifício do Hospital estava situado na Rua da Misericórdia, no centro de Aljustrel.

### Antecedentes e fundação
O hospital tem a sua origem na albergaria, um edifício que servia para albergar os pobres e os peregrinos, sendo este tipo de estabelecimentos administrados pelo clero. Foi provavelmente fundada no século XV, existindo uma referência à sua presença nos registos da visitação de 1482, tendo sido descrita como sendo formada por uma casa, um celeiro e um pardieiro, situados na Rua do Algarve, tendo também propriedades próprias, compostas por vinhas, courelas e ferragiais. Relata-se igualmente que era administrada pela comenda da Ordem de Santiago, e que a casa que tinha sido doada «por uma defunta que aí não há memória», testemunhando a antiguidade da albergaria. Foi substituída pelo Hospital do Espírito Santo nos princípios do século XVI, tendo este sido vistoriado por D. Jorge, filho do rei D. João II, como parte da sua visitação a Aljustrel, em 1510. Recebeu o seu nome devido à Confraria do Espírito Santo, coordenada pela Ordem de Santiago, que foi fundada nos finais do século XII, e que tinha como finalidade acolher os idosos, as crianças abandonadas e os doentes. O hospital estava situado no mesmo local da albergaria, da qual continuou as funções, uma vez que além dos enfermos também tratava dos caminhantes que passavam por Aljustrel. A crónica da visitação de 1510 refere que «o esprital do Santo Esprito [sic] tem uma casa dianteira com um esteio de pau no meio, a qual tem de comprido cinco varas e de largo quatro varas e tem duas câmaras e a da mão esquerda tem de longo cinco varas e a da mão direita tem de comprido três varas e meia e de largo duas varas e é todo coberto de telha vã e as paredes são todas de taipa e tem um quintal de trás que têm ao longo treze varas e de largo oito varas e neste esprital nem oratório em que se diga missa, nem nunca aí houve... Achamos por mordomodo dito Esprital Vasco Boino. Achamos por Espritaleira do dito Esprital Guiomar Fernandes, mulher viúva. Achamos por homens bons e antigos, jurados aos santos evangelhos, que o disto Esprital é tam antigo que há aí memória de homem que seja, ordem de quem o edificasse».

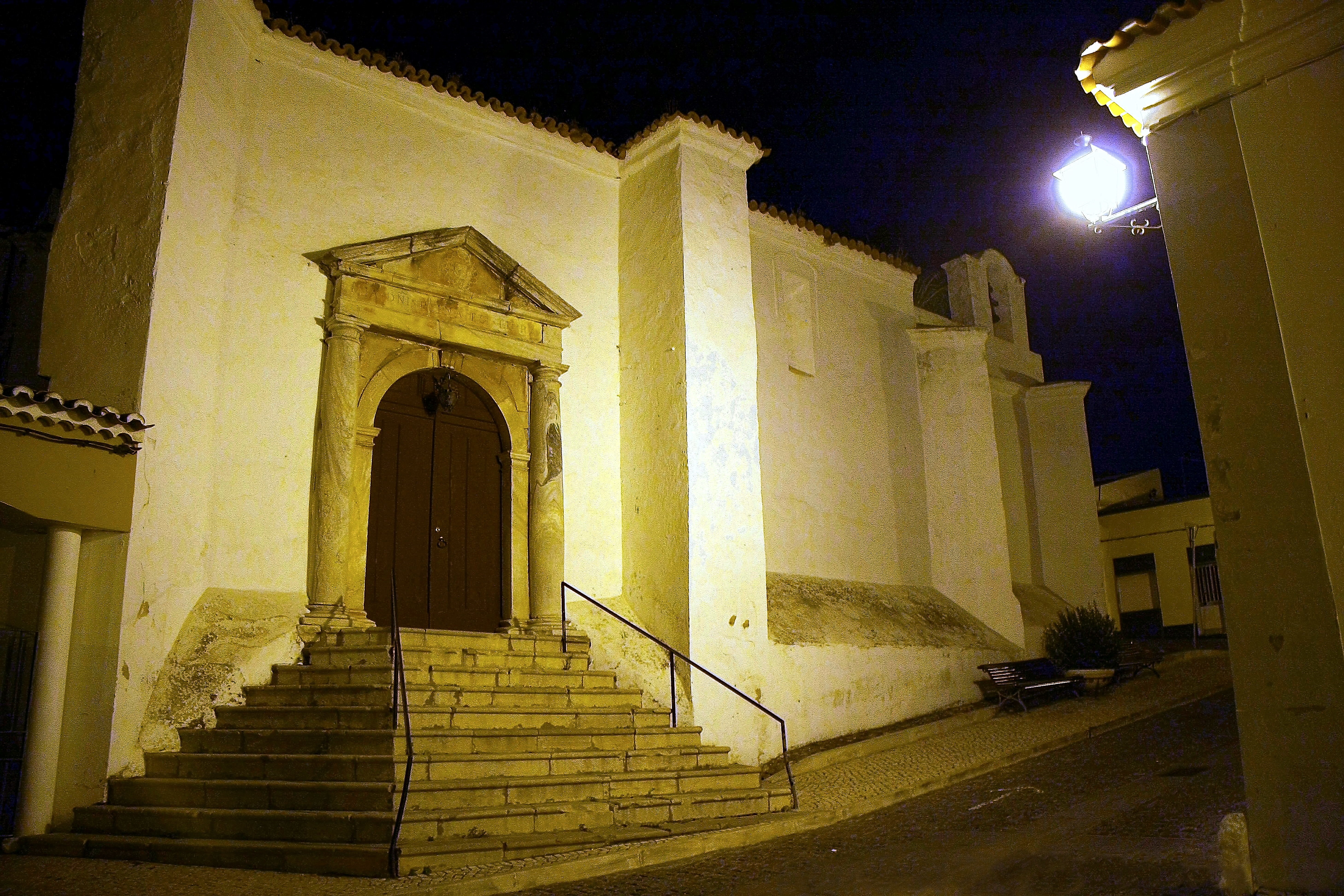
Capela da Misericórdia de Aljustrel, outro local que marcou a história da vila pela sua assistência aos mais necessitados.

### Séculos XVI a XVIII
O hospital é novamente mencionado nos registos da visitação de 1533: «Visitamos o dito hospital e achamos nele uma casa de oratório com um altar na parede da parte do levante e esta casa tem de comprimento seis varas e meia e de largo cinco varas e na parede da parte direita está uma porta que vai para uma câmara onde se aguarda a roupa do dito Ospital que não serve [...] na parede onde o altar está, está outra porta que vai para uma câmara onde os pobres dormem e tem de comprido cinco varas e de largo três varas e diante desta casa está outra casa que tem uma chaminé e de comprido cinco varas e de comprido três e nessa casa à mão direita está outra casa em que se agasalham algumas pessoas pobres e limpas e nela está uma cama [...] E além destas casas tem mais outras em que o hospitaleiro está, e uma casa dianteira com a porta para a rua.  [...] E desta casa vai um corredor que tem de comprido duas varas e duas terças e de largo uma vara e meia e deste corredor vai uma porta para outra casa em que o hospitaleiro dorme [...] e desta vai uma porta para outra casa que está destelhada [...] este quintal tem uma porta para o Rossio do Concelho e todas estas casas têm as paredes de taipa e telhadas de telha vã, somente a casa do oratório, que está muito mal madeirada e muito pior forrada de cortiça, no qual oratório se não disse ainda missa. [...] Tem um retábulo de três peças; E na parte do Meio está o Espírito Santo e na parte do evangelho São João Baptista e na parte da epístola, Santiago a Cavalo como aparece nas batalhas.». O relatório conclui com a doação de materiais para a reparação do oratório e dos outros edifícios: «Achámos por mordomo deste hospital, Álvaro Gonçalves, cavaleiro da Casa de El Rei Nosso Senhor e morador na dita vila o qual foi eleito neste Maio passado de 1533 e achamos que ele e os juízes e oficiais que são os provedores ordenarão de reedificar o oratório e as outras casas para o que lhe achamos muita madeira e tabuado para forrarem a dita casa do oratório e concertarem as outras, o que lhe encomendámos que nelas permaneça suas boas intenções por serviço de Deus». O padre João Rodrigues Lobato, na sua obra Aljustrel Monografia, publicada em 1983, avançou a teoria de que o anexo que funcionava como oratório terá sido a origem da Igreja do Espírito Santo.
Na segunda metade do século XVI, o hospital passou a ser administrado pela Irmandade do Santíssimo Sacramento, que estava ligada à Santa Casa da Misericórdia de Aljustrel, instituição que terá sido fundada em meados do século. Desta forma, o edifício passou a ser conhecido como Hospital da Misericórdia. Num documento da Misericórdia de 1654, estudado por João Rodrigues Lobato, faz-ze referência à reeleição de Manuel Pires para o cargo de hospitaleiro, uma vez que «serviria o ofício na forma costumada e com o estipêndio de quinze alqueires de trigo e oitocentos réis em dinheiro e as casas do hospital para morada, e dando-lhe somente, de novo, a roupeta, ao qual ele disse que aceitava o tal ofício e se obrigava a acudir a todos». Num livro de contas da Misericórdia, elaborado em 23 de Julho de 1694, relata-se que «foi contratado Manuel da Roxa para servir a Santa Casa até dia de Santa Isabel do Ano de 1695... para assistir e servir no hospital, curar os pobres e os velhos com entranhas de caridade... e que tratará igualmente a roupa com muita limpeza e os pobres, não consentido que lhe faça agravo algum. E com o dito Manuel da Roxa se ajustou que se lhe desse de ordenado os vinte alqueires de trigo que se costumavam dar aos seus ante sucessores e outro sim dois cruzados em dinheiro e as casas do hospital para morar graciosamente e se lhe daria uma casaca de pano azul». Neste documento também se listaram os bens do hospital, que consistiam numas «casas pegadas com a Igreja do Espírito Santo, que servem de morada do hospitaleiro e recolher os pobres passageiros, que são quatro casas, um corredor e um quintal; tem três colchões cheios de lã, velhos, dois chamados usados, tudo de pano de linho; mais dois lençóis de pano de almofadinhas; dois travesseiros usados, um vermelho e outro azul; mais quatro esteiras de tábua nova para descanso dos pobres, tem mais uma arca de Leiria, velha, com suas fechaduras, no hospital, onde se recolhe a roupa».
Nos registos da Misericórdia do século XVIII encontram-se listados vários profissionais ligados ao hospital, sendo em 1751 o posto de médico ocupado pelo dr. José Duarte da Silva, enquanto que em 1757 surgem o médico Francisco Pereira Mira, o boticário Miguel Figueira, e o sangrador Manuel António Garcia. Posteriormente o lugar de boticário era ocupado por João Soares Coelho, que se tinha comprometido a fornecer ao hospital os remédios que eram necessários para os pobres doentes e à família do hospitaleiro. Nos finais da centúria, a assistência aos doentes era feita pelos cirurgiões José Rodrigues Varela e Bento Carrilho, recebendo 28 alqueires de trigo por ano, enquanto que o boticário Manuel Pereira ganhava trinta alqueires por aviar as receitas dos pobres da Misericórdia. Em 1790 o médico era Rafael da Paz Furtado, recebendo 24 alqueires de trigo, sendo responsável por «curar todos os enfermos da Santa Casa, sangrando-os quando fosse necessário e tudo o mais que pertencesse à sua faculdade».

### Séculos XIX e XX
Depois de um período de prosperidade ao longo dos séculos XVII e XVIII, a Misericórdia de Aljustrel entrou em declínio no século XIX, tendo um dos principais motivos sido a publicação das chamadas leis de desamortização, em 1881 e 1886.
Em 1816, o hospital começou a compilar um livro onde eram registados as datas de entrada e saída e os nomes dos utentes, além de outros dados, como a idade, as doenças das quais padeciam, e suas roupas. Este documento constitui um importante testemunho sobre as condições de saúde na época, e as profissões e o vestuário utilizado, e permite compreender que o hospital tinha um alcance a nível regional, tendo sido procurado por indivíduos residentes fora dos limites do concelho. Por exemplo, alguns dos utentes vieram de Ferreira do Alentejo e Mértola, e entre as peças de vestuário mais utilizadas estavam os fatos de soriano, originárias de Sória, em Espanha, mas que na época eram produzidas em larga escala no Algarve. Os motivos pela entrada no hospital também eram de tipologia muito diversa, desde doenças como constipações, paludismo e sezões, até acidentes, como um ferimento provocado por um touro. Regista-se igualmente a colaboração entre o hospital e as Termas de São João do Deserto, com pelo menos um paciente a vir de Faro para utilizar aquele complexo termal. Em 1823, na sequência da revolução, foi feito um novo rol das propriedades da Misericórdia, no qual se encontrava a «Igreja do Espírito Santo e morada de casas que servia de hospital».
Ainda nesse século o estabelecimento de saúde mudou de nome para Hospital Civil de Aljustrel, tendo continuado a ser administrado pela Misericórdia. Com efeito, é com o nome de Hospital Civil de Aljustrel que surge no Decreto n.º 18:733, de 4 de Agosto de 1930, que aprovou os quadros do pessoal do hospital e da misericórdia. Após a Revolução de 25 de Abril de 1974 transitou para a Direcção-Geral de Saúde, mudando novamente de designação, para Hospital Concelhio de Aljustrel. O Hospital de Aljustrel foi um dos estabelecimentos de saúde abrangidos pela Portaria n.º 603/82, que introduziu o lugar de capelão e determinou a sua carga horária semanal.